# Museo de Arte Moderno de Buenos Aires

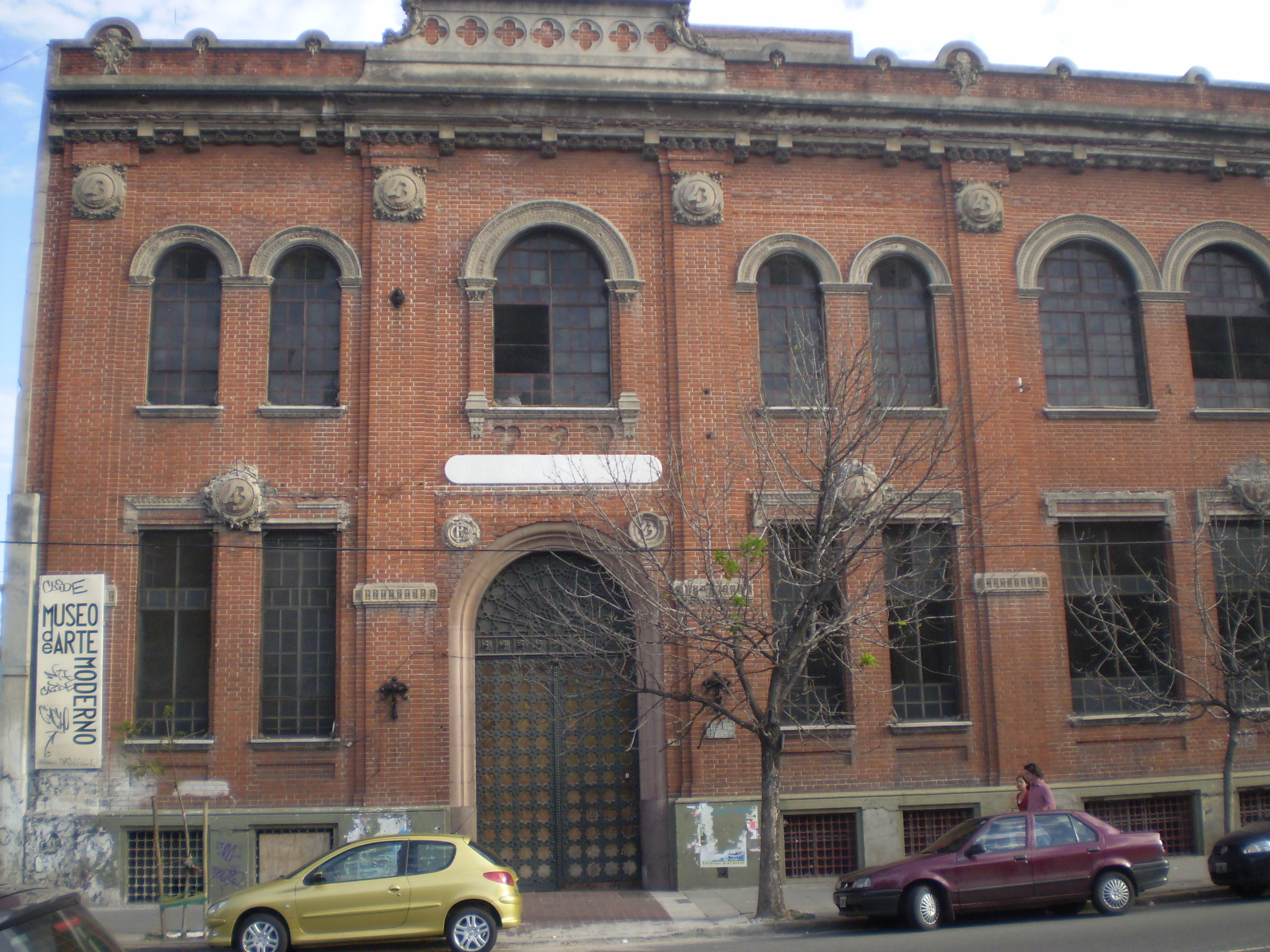
Das Museo de Arte Moderno San Telmo

Das Museo de Arte Moderno de Buenos Aires (MAMBA) ist ein Museum für moderne Kunst in der argentinischen Hauptstadt Buenos Aires.

## Geschichte
Das Museum eröffnete am 11. April 1956 und war eine Initiative des Bildhauers und Diplomaten Pablo Curatella Manes und des Rechtsanwaltes, Kunstkritikers und Kunstmäzens Rafael Squirru. Letzterer war auch der erste Direktor des Museums. Von Anfang an war das Museum als Schauplatz für Arbeiten aus mannigfaltigen künstlerischen Disziplinen, die der Avantgarde zuzurechnen waren, gedacht. In dem Dekret zur Museumgründung heißt es, dass ein „Museum für moderne Kunst“ geschaffen werden sollte, das dem Kulturministerium unterstellt ist und dessen Hauptziel es ist, alle verschiedenen bildkünstlerischen Ausdrucks- und Erscheinungsformen die unter die Museumsbezeichnung fallen, zu dokumentieren. Eingerichtet werden sollte es im von Mario Roberto Álvarez entworfenen zukünftigen Teatro Municipal General San Martín, das 1956 noch im Bau befindlich war und erst Mitte 1960 eröffnet werden sollte. In den ersten vier Jahren seines Bestehens zog die begonnene Sammlung noch umher und war gewissermaßen „nomadisch“. Von der Presse bekam die Einrichtung den Namen „Geistermuseum“.
1960, als das Teatro Municipal General San Martín bezugsfertig war, wurden dem Museum die Etagen acht und neun zugewiesen. Es eröffnete damals mit einer großen internationalen Ausstellung, der Primera Exposición Internacional de Arte Moderno. Der Katalog hierzu, dessen Einleitung dreisprachig und im künstlerischen Teil in Schwarzweiß und Spanisch gehalten ist, fand weltweite Verbreitung. Deutsche und österreichische Künstler waren nicht vertreten, die Schweiz repräsentierten Walter Bodmer, Le Corbusier und Max Bill.
1963 übernahm der Kunstkritiker Hugo Parpagnoli die Direktion. Er setzte Squirrus Philosophie der Aufgeschlossenheit fort und führte mehrere Neuerungen ein, wie Wettbewerbe mit Prämierungen oder die Anlage einer Sammlung von Fotografien. 1971 begann die Direktorenschaft von Guillermo Whitelow, einer Schlüsselfigur in der Förderung der Kultur im öffentlichen Raum. Er war Schriftsteller und zeitgenössischer Kunstkritiker und leitete das Museum, mit einer Unterbrechung, bis 1983. In seine Amtszeit fiel die von Jorge Glusberg konzipierte und organisierte Ausstellung über Systemkunst („Systems Art“; gebildet aus Aspekten der Konzeptkunst und dem Minimalismus) mit nationalen und internationalen Künstlern wie beispielsweise dem Argentinier David Lamelas und den US-Amerikanern Joseph Kosuth und Richard Serra. Der nächste Direktor des Museo de Arte Moderno war von 1983 bis 1989 Roberto del Villano. Sein Vorhaben, den Sitz des Museums in ein umgebautes Gebäude, in dem zuvor ein Lagerhaus der Piccardo Tobacco Company untergebracht war, zu verlegen, wurde durch die Unterstützung der Asociación Amigos del Museo de Moderno, deren damaliger Vorsitzender der Architekt Santiago Sánchez Elía war, ermöglicht. So zog das Museum 1986 an seinen heutigen Standort im Stadtteil San Telmo um. Die feierliche Wiedereröffnung, an der mehr als fünftausend Menschen teilnahmen, fand am 1. September 1989 statt.
Unter der Leitung von Raúl Santana (1991–1997) wurden denkwürdige Ausstellungen von Joseph Beuys (1993) und der Grupo CoBrA (1994) gezeigt. 1994 wurde der vielseitige italienstämmige argentinische Künstler Clorindo Testa mit einer Retrospektive gewürdigt.
Während der langen Amtszeit von Laura Buccellato (1997–2013) wechselten Ausstellungen aus dem Bestand des MAMBA mit Ausstellungen von Leihgaben argentinischer und ausländischer Kunstschaffender wie Yoko Ono (1998), Juan Carlos Romero (2000) und Federico Manuel Peralta Ramos (2003).
Aufgrund des wachsenden Bestands und des Bedarfs an flexibleren Ausstellungsräumen wurde im Jahr 2005 eine Erweiterung der Museumszentrale für erforderlich erachtet. Das Museum schloss später vorübergehend seine Pforten für die von Emilio Ambasz projektierten architektonischen Maßnahmen. Im Dezember 2010 wurde die erste Ausbaustufe eröffnet: ein 11.000 Quadratmeter großes Gebäude mit weitläufigen Ausstellungsgalerien und Magazinräumen, in denen die Sammlung nach internationalen Standards aufbewahrt werden kann.
Im August 2013 wurde Victoria Noorthoorn zur Direktorin ernannt. Während ihrer Amtszeit gab es Präsentationen, die über die bisherige Konzeption hinausgingen, um ein neues Publikum zu erreichen. Es wurde außerdem großen Wert auf die mediale Präsenz gelegt: Veröffentlichungen über argentinische Künstler und besondere Kunstaktionen, Online-Recherchemöglichkeiten und Digitalisierungsprojekte. Öffentlichkeitswirksame Schenkungen unterstrichen die hohe Bedeutung des Hauses. Im Jahr 2018 entwickelte das MMK Museum für Moderne Kunst Frankfurt am Main eine der größten Ausstellungen seiner Geschichte gemeinsam mit dem Museo de Arte Moderno de Buenos Aires im Rahmen des Programms Museum Global, das zum Ziel hat, deutsche Sammlungen in eine globalere Perspektive zu rücken. Auch hierzu erschien ein voluminöser Katalog.
Zur Sammlung des MAMBA gehören über 6000 Werke, darunter solche von Josef Albers, Antonio Berni, Joseph Beuys, Pablo Curatella Manes, Salvador Dalí, Raquel Forner, Romulo Macció, Marta Minujín, Joan Miró, Emilio Pettoruti, Pablo Picasso, Xul Solar und Wassily Kandinsky. Durch ein umfangreiches Programm mit Künstlern aus dem In- und Ausland in allen Phasen seines Bestehens und Ausstellungen, die die verschiedenen Geschichten der Sammlungsteile erzählen, hat sich das Museo de Arte Moderno de Buenos Aires als eine Avantgarde-Kunstinstitution von Weltrang und ein geschätztes Zuhause für Künstler positioniert.

## Wichtige Kataloge
- Primera Exposicion Internacional de Arte Moderno. First International Modern Art Exposition. Premiere exposition Internationale D’Art Moderne. Museo de Arte Moderno Buenos Aires, Buenos Aires 1960. (330 Seiten)
- A Tale of Two Worlds. Experimental Latin American Art in Dialogue with the MMK Collection, 1940s– 1980s. A joint exhibition of the MMK Museum für Moderne Kunst in Frankfurt am Main and the Museo de Arte Moderno de Buenos Aires. Experimentelle Kunst Lateinamerikas der 1940er- bis 80er-Jahre im Dialog mit der Sammlung des MMK. Eine gemeinsame Ausstellung des MMK Museum für Moderne Kunst Frankfurt am Main und des Museo de Arte Moderno de Buenos Aires. Curated by / Kuratiert von Klaus Görner, Victoria Noorthoorn, Javier Villa. Museum für Moderne Kunst Frankfurt am Main, Museo de Arte Moderno Buenos Aires (Hrsg.), Kerber Art, Bielefeld 2018, ISBN 978-3-7356-4028-4. (496 Seiten)